# بانکاتی
بانکاتی (به لاتین: Bankati) یک روستا در بنگلادش است که در استان باریسال و در ناحیه باریسال واقع شده است.